# Clephydroneura
Clephydroneura är ett släkte av tvåvingar. Clephydroneura ingår i familjen rovflugor.

## Bildgalleri

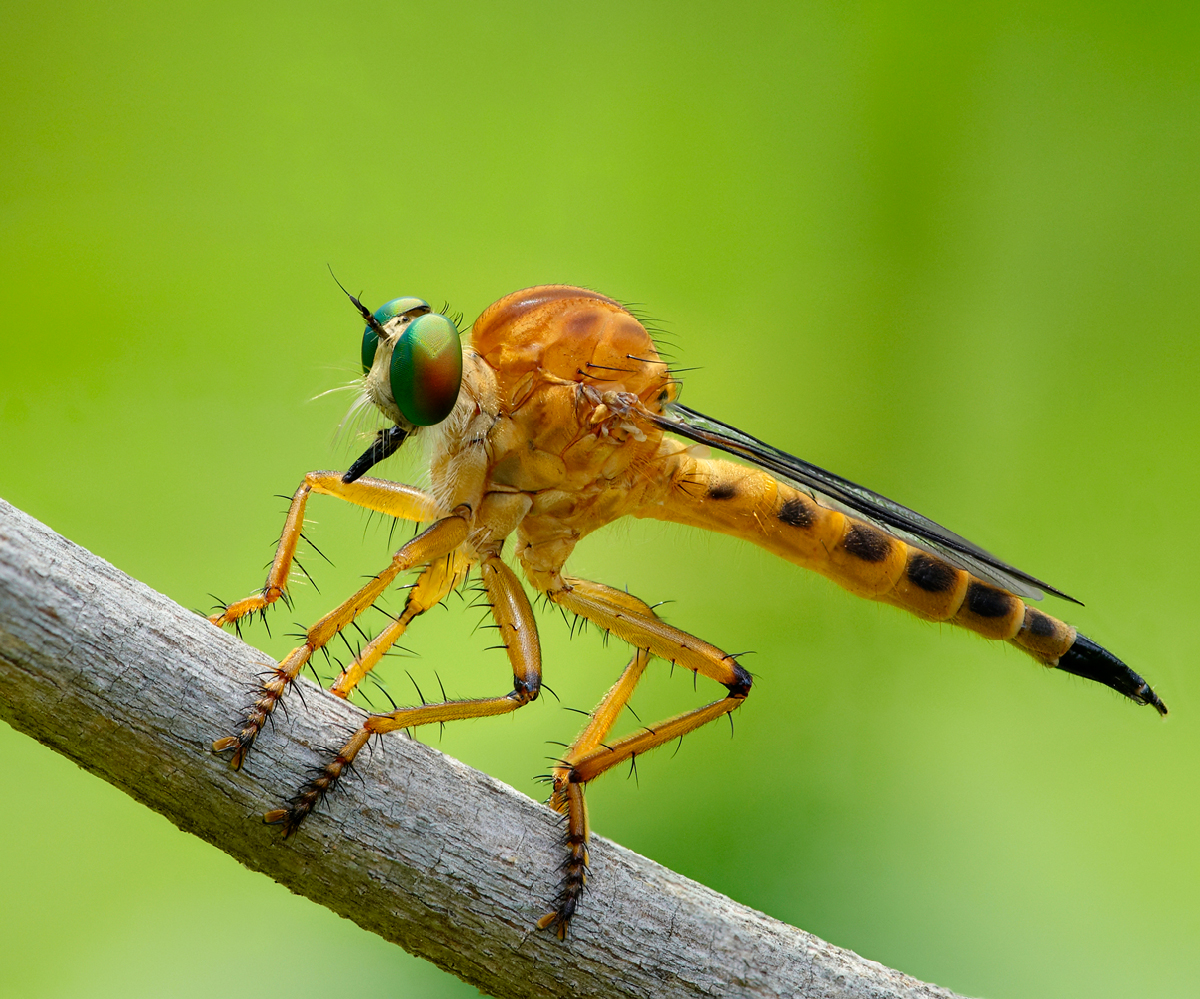
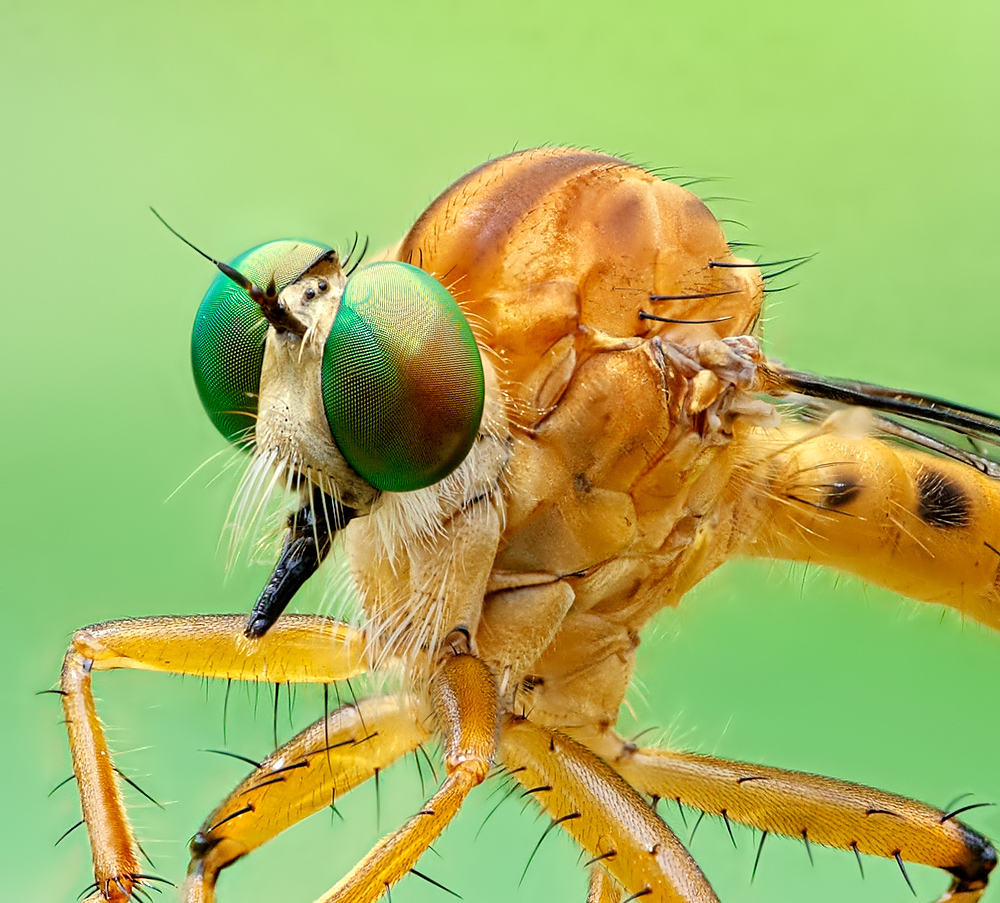

## Dottertaxa tillClephydroneura, i alfabetisk ordning[1]
- Clephydroneura alveolusa
- Clephydroneura anamalaiensis
- Clephydroneura annulatus
- Clephydroneura apicalis
- Clephydroneura apicihirta
- Clephydroneura bangalorensis
- Clephydroneura bannerghattaensis
- Clephydroneura bella
- Clephydroneura bengalensis
- Clephydroneura bidensa
- Clephydroneura brevipennis
- Clephydroneura cilia
- Clephydroneura cochinensis
- Clephydroneura cristata
- Clephydroneura cylindra
- Clephydroneura dasi
- Clephydroneura distincta
- Clephydroneura duvaucelii
- Clephydroneura exilis
- Clephydroneura finita
- Clephydroneura flavicornis
- Clephydroneura fulvihirta
- Clephydroneura furca
- Clephydroneura ghorpadei
- Clephydroneura ghoshi
- Clephydroneura gravelyi
- Clephydroneura gymmura
- Clephydroneura hainanensis
- Clephydroneura hamiforceps
- Clephydroneura indiana
- Clephydroneura involuta
- Clephydroneura karikalensis
- Clephydroneura karnatakensis
- Clephydroneura lali
- Clephydroneura martini
- Clephydroneura minor
- Clephydroneura mudigorensis
- Clephydroneura mysorensis
- Clephydroneura nelsoni
- Clephydroneura nigrata
- Clephydroneura nilaparvata
- Clephydroneura oldroydi
- Clephydroneura promboonae
- Clephydroneura pulla
- Clephydroneura robusta
- Clephydroneura rossi
- Clephydroneura semirufa
- Clephydroneura singhi
- Clephydroneura sundaica
- Clephydroneura trifissura
- Clephydroneura valida
- Clephydroneura wilcoxi
- Clephydroneura xanthopa
- Clephydroneura xanthopha